# اقامت در هانیانگ
اقامت در هانیانگ (انگلیسی: Check-in Hanyang؛‏ کره‌ای: 체크인 한양) یک مجموعه تلویزیونی محصول کره جنوبی با بازی به این هیوک، کیم جی اون، جونگ گون جو و پارک جه چان است. این مجموعه از ۲۱ دسامبر ۲۰۲۴ تا ۹ فوریه ۲۰۲۵، روزهای شنبه و یکشنبه ساعت ۲۱:۱۰ (کی‌اس‌تی) از چنل ای پخش شد.

## بازیگران

### اصلی
- به این هیوک در نقش شاهزاده لی اون[۲]
- کیم جی اون در نقش هونگ دوک سو[۲]
- جونگ گون جو در نقش چون جون هوا[۲]
- پارک جه چان در نقش گو سو را[۲]

### مکمل
- هویا
- هان جه سوک

### بازیگر مهمان
- کیم مین جونگ

## تولید

### توسعه
چک این هانیانگ به نویسندگی پارک هیون جین، به کارگردانی میونگ هیون وو و برنامه‌ریزی شده توسط چنل ای است و توسط شرکت ومد، ره‌مونگ‌ره‌این و استوری نتورکس تولید شده است.
در ۲۹ اوت ۲۰۲۴، چنل ای و شرکت تولیدی ژاپنی پونی کنیون یک قرارداد تجاری برای تولید مشترک چک این هانیانگ، در مرکز دونگ آ مدیا در جونگنو، سئول امضا کردند.

### بازیگران
در ۲۶ آوریل ۲۰۲۴، حضور بازیگران به این هیوک، کیم جی اون، جونگ گون جو و پارک جه چان به عنوان بازیگران اصلی این مجموعه تأیید شد.
به گزارش اسپوتی‌وی نیوز در ۲۸ مه ۲۰۲۴، هان جه سوک به گروه بازیگران ملحق شد.
در ۱۳ ژوئن ۲۰۲۴، گزارش شد که کیم مین جونگ در این مجموعه حضور ویژه دارد. در ۲۴ ژوئن به گزارش آژانس هویا، حضور او در این مجموعه تأیید شد.

## انتشار
چک این هانیانگ در دسامبر ۲۰۲۴ از چنل ای پخش شد.